# Sandrine Kott
Pour les articles homonymes, voir Kott.
Sandrine Kott, est une historienne française, professeure à l'université de Genève et professeure invitée à l'université de New York (NYU).

## Biographie
Après des classes préparatoires aux grandes écoles au lycée Condorcet, Sandrine Kott fait des études d'histoire à l'université de Nanterre et est reçue à l'agrégation d'histoire en 1984. Elle poursuit ses recherches pour son doctorat en Allemagne (université de Bielefeld) et aux États-Unis (université Columbia, New-York) avant la soutenance à Paris VII en 1991. Elle est habilitée à diriger des recherches de l'université de Paris I en 2001.
Depuis 2004, elle est professeur d'histoire contemporaine de l'Europe à l'université de Genève, après avoir été en poste à l'université de Poitiers. Elle a été  membre de l'Institut universitaire de France entre 1997 et 2002. Elle est chercheuse associée au centre de recherches en sciences sociales Marc-Bloch à Berlin. Elle est membre de l’Academia Europaea. Depuis 2019 elle est professeure invitée à New York University.
Elle participe au comité de rédaction de Genèses, sciences sociales et histoire, du Journal of Modern European History, du Central European History Journal" et de  "Contemporary European History".
Ses domaines de recherche principaux sont l’histoire sociale et culturelle des pratiques philanthropiques et de l’État social en France et en Allemagne, la socio-histoire des pays communistes et post-communistes d’Europe centrale. Elle travaille actuellement sur la circulation des savoirs et savoir-faire en matière économique et sociale dans l’espace européen durant la période de la Guerre froide à travers les sources des organisations internationales et en particulier celles de l’Organisation internationale du travail.
Elle est membre fondatrice du « History of international organizations network ».
Elle a été membre entre 2013 et 2022 de la commission des historiens pour l'histoire du ministère du travail allemand sous le nazisme (Unabhängige Historikerkommission zur Erforschung  der Geschichte des Reichsarbeitsministeriums im Nationalsozialismus).
Le 17 juin 2015, elle est nommée déléguée ministérielle au renforcement de l'apprentissage de l'allemand par Najat Vallaud-Belkacem, ministre de l'Éducation nationale, de l'Enseignement supérieur et de la Recherche en France.
Elle a été membre du Comité de vigilance face aux usages publics de l'histoire.

## Publications

### Ouvrages
- L'État social allemand. Représentations et pratiques, Paris, Berlin, 1995.
- L'Allemagne du XIXe siècle, Paris, Hachette, collection Carré Histoire, 1999.
- Le communisme au quotidien. Les entreprises d'État dans la société est-allemande (1949-1989), Paris, Berlin, 2001[7].
- Day to Day Communism. State Enterprises in East German Society, Michigan, MUP, 2014[8]
- Bismarck, Paris, Presses de la FNSP, collection Facettes, 2003.
- (avec Stéphane Michonneau) Dictionnaire des nations et des nationalismes dans l’Europe contemporaine, Paris, Hatier, 2006.
- Histoire de la société allemande au XXe siècle. La RDA (1949-1989), Paris, La Découverte, 2011[9],[10]
- Sozialstaat und Gesellschaft. Das deutsche Kaiserreich in Europa, Göttingen, Vandenhoeck & Ruprecht, 2014.
- Organiser le monde. Une autre histoire de la guerre froide, Paris, Seuil, 2021[11].
- A World more Equal. An Internationalist Perspective on the Cold War, Columbia university press, 2024 [12](traduction augmentée du précédent).

### Ouvrages dirigés en collaboration
- (avec Martine Mespoulet) Le post-communisme dans l’histoire, Bruxelles, PUB, 2006.
- (avec Marcin Kula et Thomas Lindenberger) Socjalizm w zyciu powszednim. Dyktatura a spoleczenstwo w NRD i PRL (Le socialisme au quotidien. La dictature et la société dans la République Démocratique Allemande et dans la République Populaire de Pologne), Warszawa, Trio, ZZF, 2006.
- (avec Emmanuel Droit) Die ostdeutsche Gesellschaft. Eine transnationale Perspektive, Berlin, Linksverlag, 2006.
- (with Joëlle Droux), Globalizing social rights. The ILO and beyond, London, Palgrave, 2013.
- (avec Dorothea Höhtker), A la rencontre de l’Europe au travail. Récits de voyage d’Albert Thomas (1920-1932), Paris, Presses universitaires de la Sorbonne, 2015.
- (with Stefan-Ludwig Hoffmann, Peter Romijn & Olivier Wieviorka), Seeking Peace in the Wake of War. Europe, 1943-1947, Amsterdam University Press, 2015.
- (with Kiran Patel), Nazism across Borders. The Social Policies of the Third Reich and their Global Appeal, Oxford University Press, 2018.
- (with Michel Christian and Ondrej Matejka), Planning in Cold War Europe. Competition, Cooperation, circulation (1950s-1970s), Oldenburg, De Gruyter, 2018.
- (avec Marine Dhermy-Mairal, Isabelle Lespinet, Marieke Louis), Mondialisation et justice sociale . Un siècle d’action de l’Organisation internationale du travail, Paris, Editions de la Sorbonne, 2024.
- (with Eva-Maria Muschik and Elisabeth Roehrlich), International Organizations and the Cold War. Competition, Cooperation and Convergence, London, Bloomsbury, 2025.

Liste complète des publications sur le site de l'université de Genève et le site academia edu